# Sudáfrica en los Juegos Paralímpicos de Atlanta 1996
Sudáfrica estuvo representada en los Juegos Paralímpicos de Atlanta 1996 por un total de 40 deportistas, 29 hombres y 11 mujeres.

## Medallistas
El equipo paralímpico sudafricano obtuvo las siguientes medallas:
| Nombre                | Deporte            | Evento                       |
| --------------------- | ------------------ | ---------------------------- |
| Oro                   |                    |                              |
| Stephanus Lombaard    | Atletismo          | Jabalina F57 masculino       |
| Stephanus Lombaard    | Atletismo          | Peso F57 masculino           |
| Leon Labuschagne      | Atletismo          | Disco F53 masculino          |
| Steyn Humphries       | Atletismo          | Disco F55 masculino          |
| Gert van der Merwe    | Atletismo          | Peso F36 masculino           |
| Michael Louwrens      | Atletismo          | Peso F56 masculino           |
| Malcolm Pringle       | Atletismo          | 800 m T37 masculino          |
| Deirdre Buller        | Bolos sobre hierba | Individual LB6 femenino      |
| Ebert Kleynhans       | Natación           | 50 m libre B3 masculino      |
| J. Terblanche         | Natación           | 200 m estilos SM8 masculino  |
| Plata                 |                    |                              |
| Malcolm Pringle       | Atletismo          | 400 m T37 masculino          |
| Malcolm Pringle       | Atletismo          | 1500 m T34-37 masculino      |
| Jacobus Jonker        | Atletismo          | Jabalina F36 masculino       |
| Steyn Humphries       | Atletismo          | Peso F56 masculino           |
| Willem Niemann        | Bolos sobre hierba | Individual LB2 masculino     |
| Ronald Philipps       | Bolos sobre hierba | Individual LB6 masculino     |
| Ebert Kleynhans       | Natación           | 100 m libre B3 masculino     |
| Tadhg Slattery        | Natación           | 100 m braza SB5 masculino    |
| Bronce                |                    |                              |
| Daniel Louw           | Atletismo          | 200 m T45-46 masculino       |
| Stephanus Lombaard    | Atletismo          | Disco F57 masculino          |
| Jaco Janse van Vuuren | Atletismo          | Jabalina F36 masculino       |
| Steyn Humphries       | Atletismo          | Jabalina F56 masculino       |
| Margaret Harriman     | Bolos sobre hierba | Individual LB2 femenino      |
| Elizabeth Prinsloo    | Natación           | 50 m libre S10 femenino      |
| Craig Groenewald      | Natación           | 50 m libre MH masculino      |
| Craig Groenewald      | Natación           | 100 m libre MH masculino     |
| J. Terblanche         | Natación           | 100 m mariposa S8 masculino  |
| Rosabelle Riese       | Tiro               | Pistola de aire SH1 femenino |